# 高埔
高埔，是臺灣苗栗縣西湖鄉的一個傳統地域名稱，位於該鄉南部。相較於今日行政區，其範圍大致包括高埔村、下埔村。

## 歷史
台灣清治末期至日治初期，高埔地區為一街庄，稱為「高埔庄」，隸屬於苗栗一堡。該庄西北與四湖庄為鄰，北邊及東邊北段隔西湖溪與五湖庄為界，東邊南段及南邊分別隔西湖溪及其左岸小支流與三座厝庄為界，西南邊及西邊為烏眉坑庄。
1901年（日治明治三十四年）11月，全台廢縣廳改設二十廳，該庄隸屬於苗栗廳。1909年（明治四十二年）10月，合併二十廳為十二廳，該庄改隸屬於新竹廳。1920年（大正九年），廢十二廳改設五州二廳，該庄改制為「高埔」大字，隸屬於新竹州苗栗郡四湖庄。
戰後四湖庄改制為四湖鄉，隸屬於新竹縣，大字亦改制為村。1950年桃、竹、苗分治，四湖鄉改隸屬於苗栗縣。1954年8月3日，四湖鄉因與雲林縣四湖鄉同名，改名為「西湖鄉」。

## 聚落
本地區發展較早的聚落有下高埔（下埔）、上高埔、二窩、大窩等，在日治期初期的官方地圖上已有記載。此外，本地區尚有水頭屋、營頭埔、坑子底、長崎頂、箭竹坑、徐屋、河底、中埔、山頂、上大坪、水甲埔、高埔、筧窩、牛埔等聚落。

## 交通
縣道128號是通霄至公館的道路，大致以西南—東北走向轉北北西—南南東走向蜿蜒經過本地區南部。由該道路向西南轉西北西蜿蜒而行可前往烏眉坑、內湖國道3號通霄交流道、省道台1線路口、番社、通霄市區並止於台鐵通霄車站前中山路（省道台1線舊線）路口，向南南東可前往三座厝、銅鑼、中心埔、中小義、麻薺寮並止於省道台6線路口。
鄉道苗33線是後龍中和至下埔的道路，其南側端點位於本地區北部下埔聚落東北側的鄉道苗34-4線路口。由此向西北蜿蜒而行，出境後可前往四湖、西三湖、二湖、灣瓦、崎頂、赤土崎並止於省道台61線赤土崎交流道西側鄉道苗32線路口
鄉道苗34線是烏眉至苗栗看守所的道路，大致以西南—東北走向轉西北—東南走向再轉西南—東北走向蜿蜒經過本地區北部。由該道路向西南轉西蜿蜒而行可前往烏眉坑地區的校力坑、上店並止於縣道128號路口，向東北可前往上灣轉北與縣道119號共線至五湖國小轉東蜿蜒而行，可前往西湖鄉、苗栗市交界處的五湖口苗栗看守所南側省道台13線舊線路口。
鄉道苗34-1線是下埔至高埔的道路，也是本地區內部縱向連絡道路，其北側端點位於本地區中部偏西的中埔聚落東側鄉道苗34線路口。由此向南南東可前往上大坪並止於縣道128號路口。
鄉道苗34-4線是德龍宮至獻功橋的道路，其西側端點位於本地區北部獻功橋西南側的鄉道苗34線路口。由此向東北轉東南東過五湖橋出境後可前往五湖聚落北側並止於龍德宮附近的縣道119號路口。

## 宗教場所
- 法龍寺－主祀觀音菩薩，陪祀三聖恩主、五穀大帝、天上聖母等神明。
- 忠元宮－主祀道德天尊，陪祀玉皇上帝、觀音佛祖、關聖帝君等神明。